# Ростовановское
Ростова́новское — село в Курском районе (муниципальном округе) Ставропольского края России.

## География
Расстояние до краевого центра: 280 км.
Расстояние до районного центра: 22 км.

## История
Указом от 30 августа 1790 года Кавказское наместничество и Кавказская губерния ликвидированы, губернские присутственные места переведены в Астрахань, город Екатериноград и Екатериноградский уезд упразднены. Населённые пункты ликвидированного Екатериноградского уезда распределены между близлежащими уездами. В частности, в состав Моздокского уезда вошла помещичья деревня Ростовановка.
9 февраля 1871 года согласно Высочайше утвержденному мнению Государственного Совета, состоявшее в Ставропольской губернии местечко Эдиссия, хутора Каново и Ростовановка были присоединены к Терской области.
В марте 1932 года Ростовановский сельсовет был передан из ликвидированного Прохладненского района в Моздокский район.
В 1964 году Указом Президиума ВС РСФСР хутора Ростовановка и Ардагон, фактически слившиеся в один населённый пункт, объединены в село Ростовановское.
До 16 марта 2020 года Ростовановское было административным центром упразднённого Ростовановского сельсовета.

## Население
| 1989 | 2002  | 2010  | 2021  |
| ---- | ----- | ----- | ----- |
| 1364 | ↗1731 | ↗1797 | ↗1884 |

По данным переписи 2002 года в национальной структуре населения преобладают русские (67 %).

## Инфраструктура
- Ростовановский сельсовет. Глава — Елена Владимировна Балацкая (с октября 2012 года)
- Культурно-досуговый центр. Открыт 21 апреля 1963 года как Дом культуры[11]
- Парк отдыха, зоопарк, озеро
- Колхоз «Ростовановский». Образован 2 апреля 1957 года как совхоз «Ростовановский»[12].

## Образование
- Детский сад № 16 «Ромашка»
- Средняя общеобразовательная школа № 4

## Памятники
- Братская могила красных партизан, погибших в годы гражданской войны. 1918—1920, 1948 годы[13]
- Памятник В. И. Ленину[14]

## Кладбища
- 2 общественных кладбища — открытое и закрытое. Первое, площадью 21 тыс. м², расположено в 300 м к югу от Ростовановского. Второе, площадью, 2 тыс. м² находится в центре села[15].